# Élections régionales de 2012 en Schleswig-Holstein
Les élections régionales de 2012 en Schleswig-Holstein (en allemand : Landtagswahl im Schleswig-Holstein 2012) se tiennent le 6 mai 2012, afin d'élire les 69 députés de la 18e législature du Landtag, pour un mandat de cinq ans.
Le scrutin est marqué par la nouvelle victoire de l'Union chrétienne-démocrate qui dirige le gouvernement depuis 2005, un score historique des Verts et l'entrée des Pirates au Landtag.
Le social-démocrate Torsten Albig parvient au pouvoir après avoir formé une « coalition en feu tricolore danois » associant son parti aux écologistes et au parti de la minorité danoise.

## Contexte

### Gouvernement de courte majorité
Lors des élections régionales anticipées du 27 septembre 2009, l'Union chrétienne-démocrate d'Allemagne (CDU) du ministre-président Peter Harry Carstensen et au pouvoir depuis 2005, subit un recul de plus de huit points mais confirme son statut de premier parti du Land. Elle devance nettement le Parti social-démocrate d'Allemagne (SPD), qui accuse une chute de plus de 13 points.
Ces deux régressions profitent au Parti libéral-démocrate (FDP), qui reste la troisième force parlementaire et enregistre une progression de huit points. Il devance ainsi l'Alliance 90 / Les Verts (Grünen), qui améliore son résultat de six points, tandis que Die Linke entre au Landtag avec 6 % des suffrages exprimés.
Carstensen forme alors une « coalition noire-jaune » disposant de 48 députés sur 95, soit l'exacte majorité absolue. La présence de 11 mandats supplémentaires au sein des députés de la CDU conduit en effet à une augmentation de la taille du Landtag, qui accueille 26 parlementaires de plus que prévu par la loi électorale. Dans la mesure où les quatre partis de l'opposition totalisent 1,71 % de suffrages exprimés de plus que les deux formations au pouvoir, les Grünen et la Fédération des électeurs du Schleswig du Sud (SSW) saisissent la Cour constitutionnelle.

### Loi électorale contestée
Le 30 août 2010, la haute juridiction donne raison au requérant et déclare la loi électorale contraire à la Constitution. Elle ordonne alors qu'elle soit modifiée avant le 30 mai 2011 puis qu'un nouveau scrutin soit convoqué au plus tard le 30 septembre 2012. Carstensen indique alors à son parti qu'il renonce à en exercer la présidence régionale et celle-ci revient au président du groupe parlementaire et ancien ministre de l'Agriculture Christian von Boetticher trois semaines plus tard.
La CDU, le SPD et le FDP trouvent un accord sur la nouvelle version de la loi électorale le 15 mars 2011 et approuvent la tenue du futur scrutin le 6 mai 2012. Le texte — qui réduit à 35 le nombre de circonscriptions électorales et passe à la proportionnelle de Sainte-Lagüe — est adopté en séance plénière dix jours plus tard avec l'opposition des Grünen, de la Linke et de la SSW, qui souhaitaient que le nombre de circonscriptions soit réduit à 27.

## Mode de scrutin
Le Landtag est constitué de 69 députés (en allemand : Mitglied des Landtags, MdL), élus pour une législature de cinq ans au suffrage universel direct et suivant le scrutin proportionnel de Sainte-Lagüe.
Chaque électeur dispose de deux voix : la première (Erststimme) lui permet de voter pour un candidat de sa circonscription, selon les modalités du scrutin uninominal majoritaire à un tour, le land comptant un total de 35 circonscriptions ; la seconde (Zweitstimme) lui permet de voter en faveur d'une liste de candidats présentée par un parti au niveau du land.
Lors du dépouillement, l'intégralité des 69 sièges est répartie à la proportionnelle des secondes voix entre les partis ayant remporté au moins 5 % des suffrages exprimés (sauf le parti représentant la minorité danoise) ou une circonscription. Si un parti a remporté des mandats au scrutin uninominal, ses sièges sont d'abord pourvus par ceux-ci.
Dans le cas où un parti obtient plus de mandats au scrutin uninominal que la proportionnelle ne lui en attribue, il conserve ces mandats supplémentaires (Überhangmandat) et des mandats complémentaires (Ausgleichsmandat) sont attribués aux autres partis afin de rétablir une composition du Landtag proportionnelle aux secondes voix, tout en gardant un nombre impair le total de députés.

## Campagne

### Principaux partis
| Parti | Parti                                                                              | Idéologie                                                                   | Chef de file                           | Résultat en 2009           |
| ----- | ---------------------------------------------------------------------------------- | --------------------------------------------------------------------------- | -------------------------------------- | -------------------------- |
|       | Union chrétienne-démocrate d'Allemagne Christlich Demokratische Union Deutschlands | Centre droit Démocratie chrétienne, libéral-conservatisme                   | Jost de Jager (Ministre de l'Économie) | 31,5 % des voix 34 députés |
|       | Parti social-démocrate d'Allemagne Sozialdemokratische Partei Deutschlands         | Centre gauche Social-démocratie, troisième voie, progressisme               | Torsten Albig (Bourgmestre de Kiel)    | 25,4 % des voix 25 députés |
|       | Parti libéral-démocrate Freie Demokratische Partei                                 | Centre à centre droit Libéralisme économique, libéralisme                   | Wolfgang Kubicki                       | 14,9 % des voix 14 députés |
|       | Alliance 90 / Les Verts Bündnis 90/Die Grünen                                      | Centre gauche Écologie politique, progressisme                              | Robert Habeck                          | 12,4 % des voix 12 députés |
|       | Die Linke                                                                          | Extrême gauche à gauche Socialisme démocratique, anticapitalisme, populisme | Antje Jansen (de)                      | 6,0 % des voix 6 députés   |
|       | Fédération des électeurs du Schleswig du Sud Südschleswigscher Wählerverband       | Centre gauche Minorité danoise, régionalisme, social-libéralisme            | Anke Spoorendonk                       | 4,4 % des voix 4 députés   |
|       | Parti des pirates Piratenpartei Deutschland                                        | Attrape-tout Social-libéralisme, progressisme, protection de la vie privée  | Torge Schmidt (de)                     | 1,8 % des voix 0 député    |

### Sondages
| Institut                | Date       | CDU    | SPD    | Grünen | FDP    | Linke | SSW   | Piraten |
| ----------------------- | ---------- | ------ | ------ | ------ | ------ | ----- | ----- | ------- |
| Institut                | Date       |        |        |        |        |       |       |         |
| GMS                     | 02/05/2012 | 32 %   | 33 %   | 12 %   | 6 %    | 2 %   | 4 %   | 8 %     |
| Forschungsgruppe Wahlen | 27/04/2012 | 31 %   | 31 %   | 12,5 % | 7 %    | 2,5 % | 4 %   | 9 %     |
| Infratest               | 19/04/2012 | 31 %   | 32 %   | 13 %   | 5 %    | 2 %   | 4 %   | 10 %    |
| Infratest               | 12/04/2012 | 32 %   | 32 %   | 12 %   | 4 %    | 3 %   | 4 %   | 11 %    |
| Infratest               | 29/03/2012 | 34 %   | 32 %   | 15 %   | 4 %    | 4 %   | 4 %   | 5 %     |
| Infratest               | 16/03/2012 | 34 %   | 33 %   | 15 %   | 4 %    | 3 %   | 4 %   | 5 %     |
| Forsa                   | 05/03/2012 | 35 %   | 35 %   | 13 %   | 2 %    | 3 %   | 4 %   | 5 %     |
| Infratest               | 19/02/2012 | 33 %   | 33 %   | 16 %   | 3 %    | 3 %   | 3 %   | 5 %     |
| Emnid                   | 20/01/2012 | 34 %   | 32 %   | 15 %   | 4 %    | 3 %   | 3 %   | 7 %     |
| Forsa                   | 18/11/2011 | 33 %   | 32 %   | 17 %   | 3 %    | 3 %   | 3 %   | 6 %     |
| Dernières élections     | 27/09/2009 | 31,5 % | 25,4 % | 12,4 % | 14,9 % | 6,3 % | 4,3 % | 1,8 %   |

### Événements marquants
Le 27 février 2011, le bourgmestre de Kiel Torsten Albig remporte la primaire du SPD pour la désignation du chef de file électoral avec 57,2 % des suffrages contre le président régional et du groupe parlementaire Ralf Stegner, qui menait la campagne sociale-démocrate lors du scrutin précédent. Environ trois mois plus tard, la CDU désigne son président régional et de groupe parlementaire Christian von Boetticher pour conduire la campagne et maintenir le Land dans son giron. Il y renonce dès le 7 août, après que la presse a révélé qu'il avait entretenu une liaison avec une jeune fille mineure rencontrée sur Internet. Dès le lendemain, le ministre de l'Économie Jost de Jager est choisi pour prendre sa suite.
En janvier 2012, les deux autres principaux partis du Landtag choisissent leurs chefs de file. Le 12, un congrès des Grünen investit Monika Heinold tête de liste régionale, ce poste devenant statutairement revenir à une femme, et Robert Habeck chef de file et deuxième de la liste. Le FDP choisit son président de groupe parlementaire Wolfgang Kubicki, qui a mené chaque campagne depuis 1992 sauf celle de 1996, le 21. Il est alors présenté comme « un libéral combatif et acerbe, qui critique vivement la direction du parti ». Le journal Die Welt critique durement les candidats, les jugeant « de deuxième à quatrième rang ».
Alors que le début de l'année 2012 est marqué par un scandale financier impliquant le président fédéral Christian Wulff, élu 18 mois plus tôt par la CDU et le FDP, l'Union chrétienne-démocrate tente de recentrer la campagne autour d'enjeux régionaux, notamment les énergies renouvelables dont le Schleswig-Holstein est un important producteur. Alors que la chancelière fédérale Angela Merkel vient le 13 janvier soutenir la campagne de son parti, Kubicki — dont la formation est créditée de 3 % d'intentions de vote — marque son agacement face à « l'affaire Wulff » en déclarant que « [sa] patience s'épuise progressivement ».
Une éventuelle défaite de la majorité au pouvoir à Kiel n'aurait cependant pas d'incidence au niveau fédéral, puisque la « coalition noire-jaune » de la chancelière est déjà minoritaire au Conseil fédéral.

## Résultats

### Voix et sièges
|                          |                                                    |                                                    |                  |                  |                  |                  |           |        |        |              |               |
| Partis                   | Partis                                             | Partis                                             | Circonscriptions | Circonscriptions | Circonscriptions | Circonscriptions | Listes    | Listes | Listes | Total sièges | +/-           |
| Partis                   | Partis                                             | Partis                                             | Votes            | %                | Sièges           | +/−              | Votes     | %      | Sièges | Total sièges | +/-           |
|                          | Union chrétienne-démocrate d'Allemagne (CDU)       | Union chrétienne-démocrate d'Allemagne (CDU)       | 485 709          | 36,81            | 22               | 12               | 408 637   | 30,76  | 0      | 22           | 12            |
|                          | Parti social-démocrate d'Allemagne (SPD)           | Parti social-démocrate d'Allemagne (SPD)           | 472 752          | 35,83            | 13               | 7                | 404 048   | 30,41  | 9      | 22           | 3             |
|                          | Alliance 90 / Les Verts (Grünen)                   | Alliance 90 / Les Verts (Grünen)                   | 139 888          | 10,60            | 0                | en stagnation    | 174 953   | 13,17  | 10     | 10           | 2             |
|                          | Parti libéral-démocrate (FDP)                      | Parti libéral-démocrate (FDP)                      | 56 493           | 4,28             | 0                | en stagnation    | 108 953   | 8,20   | 6      | 6            | 8             |
|                          | Parti des pirates (Piraten)                        | Parti des pirates (Piraten)                        | 97 335           | 7,38             | 0                | en stagnation    | 108 902   | 8,20   | 6      | 6            | 6             |
|                          | Fédération des électeurs du Schleswig du Sud (SSW) | Fédération des électeurs du Schleswig du Sud (SSW) | 32 565           | 2,47             | 0                | en stagnation    | 61 025    | 4,59   | 3      | 3            | 1             |
|                          | Die Linke (Linke)                                  | Die Linke (Linke)                                  | 32 090           | 2,43             | 0                | en stagnation    | 29 900    | 2,25   | 0      | 0            | 6             |
|                          | Parti des familles d'Allemagne (FAMILIE)           | Parti des familles d'Allemagne (FAMILIE)           | 0                | 0,00             | 0                | en stagnation    | 12 758    | 0,96   | 0      | 0            | en stagnation |
|                          | Parti national-démocrate d'Allemagne (NPD)         | Parti national-démocrate d'Allemagne (NPD)         | 1 503            | 0,11             | 0                | en stagnation    | 9 832     | 0,74   | 0      | 0            | en stagnation |
|                          | Électeurs libres (FW)                              | Électeurs libres (FW)                              | 0                | 0,00             | 0                | en stagnation    | 7 823     | 0,59   | 0      | 0            | en stagnation |
|                          | Union maritime d'Allemagne (de) (MUD)              | Union maritime d'Allemagne (de) (MUD)              | 0                | 0,00             | 0                | en stagnation    | 1 621     | 0,12   | 0      | 0            | en stagnation |
|                          | Die PARTEI                                         | Die PARTEI                                         | 467              | 0,04             | 0                | en stagnation    | 0         | 0,00   | 0      | 0            | en stagnation |
|                          | Indépendants                                       | Indépendants                                       | 1 408            | 0,11             | 0                | en stagnation    | 0         | 0,00   | 0      | 0            | en stagnation |
|                          |                                                    |                                                    |                  |                  |                  |                  |           |        |        |              |               |
| Votes valides            | Votes valides                                      | Votes valides                                      | 1 319 415        | 97,94            |                  |                  | 1 328 452 | 98,56  |        |              |               |
| Votes blancs et nuls     | Votes blancs et nuls                               | Votes blancs et nuls                               | 27 701           | 2,06             | 19 459           | 1,44             |           |        |        |              |               |
| Total                    | Total                                              | Total                                              | 1 347 911        | 100              | 35               | 5                | 1 347 911 | 100    | 34     | 69           | 26            |
| Abstentions              | Abstentions                                        | Abstentions                                        | 891 704          | 39,82            |                  |                  | 891 704   | 39,82  |        |              |               |
| Inscrits / participation | Inscrits / participation                           | Inscrits / participation                           | 2 239 615        | 60,18            | 2 239 615        | 60,18            |           |        |        |              |               |

### Analyse
La CDU résiste bien, enregistrant un très léger recul en voix mais perd nombre de sièges, du fait de la nouvelle loi électorale. Elle est cependant rattrapée par le SPD, qui se classe deuxième à 4 000 voix près, gagnant cinq points. Il repasse donc juste au-dessus des 30 % des voix. L'autre forte progression est à relever du côté des Piraten. Remportant un franc succès dans un territoire rural et conservateur, ils se placent à 51 voix du FDP — qui sauve sa représentation parlementaire en restant nettement au-dessus des 8 % — et intègrent ainsi leur troisième Landtag après Berlin et la Sarre. Tandis que les Grünen redeviennent la troisième force politique du Land, la Linke est exclue de l'hémicycle après seulement trois ans de présence.
Les principaux responsables de l'Union chrétienne-démocrate ont souligné que le Parti social-démocrate avait échoué à atteindre 40 % des voix et qu'une éventuelle coalition rouge-verte ne disposait pas de la majorité absolue. Le chef de file du SPD affirme alors sa volonté de constituer une « coalition en feu tricolore danois », l'associant aux Verts et à la SSW, cette dernière réclamant toutefois l'attribution d'un ministère. Le Parti des pirates se réjouit de son score, confirmant son souhait de rester dans l'opposition, tandis que le Parti libéral-démocrate célèbre des résultats qu'il juge « bons » pour la direction fédérale.

### Conséquences
Le 16 mai 2012, sociaux-démocrates, écologistes et représentants de la minorité danoise constatent le succès de leurs entretiens exploratoires et ouvrent des négociations de coalition. L'accord entre les trois partis est signé le 3 juin suivant.
Torsten Albig est investi ministre-président le 12 juin au premier tour de scrutin par 37 voix sur 69, soit deux suffrages de plus que le total de sa coalition. Il aurait bénéficié du vote favorable de députés Piraten.